# Aemona lena
Dryad trắng Aemona lena Atkinson, 1872 là một loài bướm được tìm thấy ở châu Á, thuộc phân họ Morphinae, họ Họ Bướm giáp.
Ở Đông Nam Á loài bướm này phân bố từ Myanma (núi Karen, bang Shan và xung quanh Maymyo). Nó cũng xuất hiện ở Vân Nam (Tây nam Trung Quốc).

## Hình ảnh

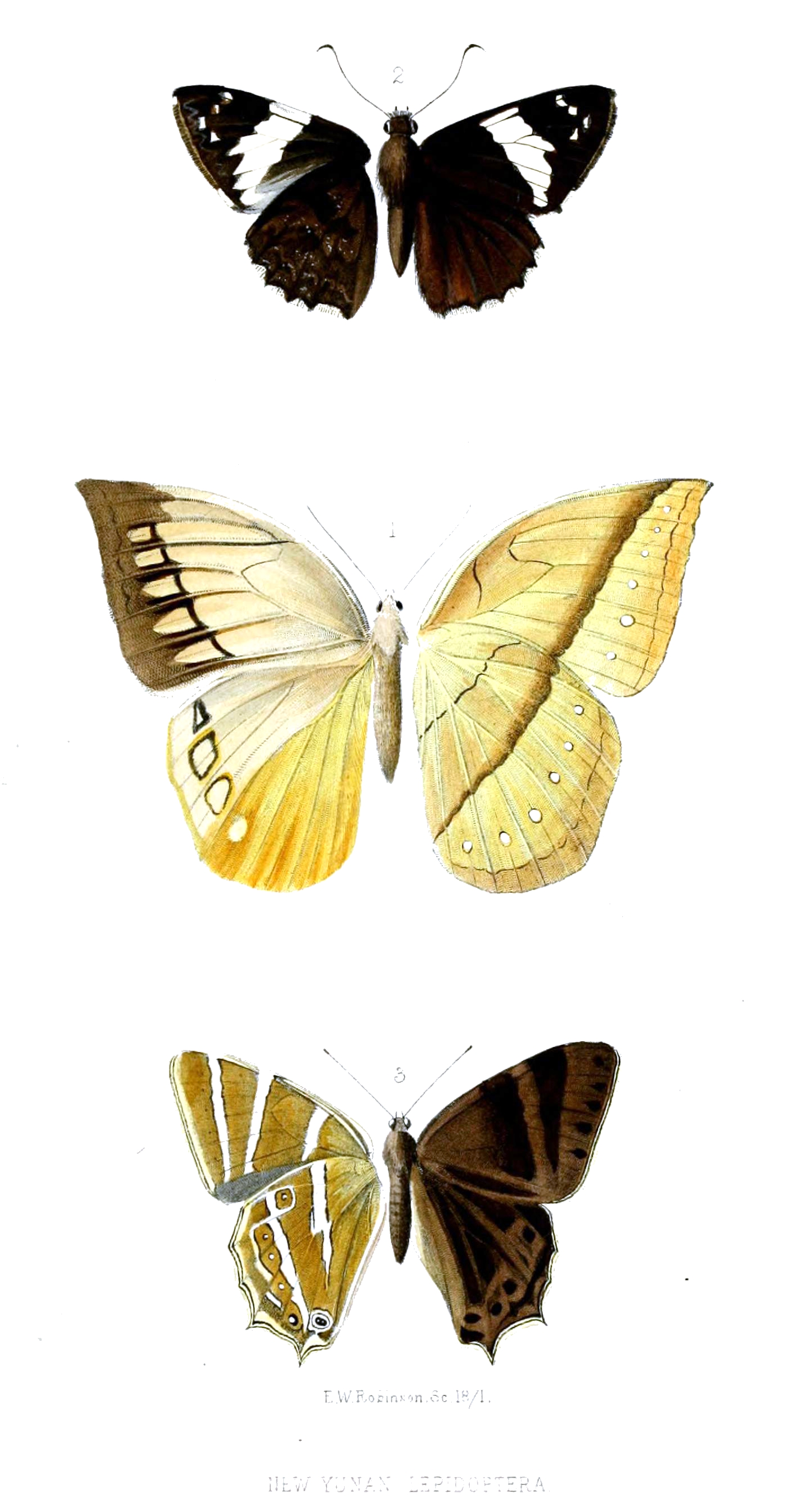